# Michael Klöckner
Michael Klöckner (* 10. Juni 1955 in Bad Kreuznach) ist ein ehemaliger deutscher Politiker und Journalist. 

## Leben
Während der zweiten Legislaturperiode von 1984 bis 1989 war er für die Die Grünen in der Regenbogenfraktion im Europäischen Parlament. Dort saß er bis Anfang 1987 im Ausschuss für Jugend, Kultur, Bildung, Information und Sport, anschließend im Ausschuss für Haushaltskontrolle. 
Er ist langjährig mit der Sängerin Marianne Rosenberg liiert. Beide haben einen gemeinsamen Sohn, Max (* 1993).
Klöckner lebt in Berlin.